# (38084) 1999 HB12
(38084) 1999 HB12 — транснептуновый объект, находящийся в поясе Койпера в орбитальном резонансе 2:5 по отношению к Нептуну, открытый Марком Буйе и Робертом Миллисом 18 апреля 1999 года.